# 유키오 (만화가)
유키오(일본어: ユキヲ, 10월 13일~)는 일본의 만화가 · 일러스트레이터다. 도쿄도 출신이다. 혈액형은 O형이다. 남성이다.
상업·동인을 불문하고 고딕 로리타를 소재로 한 작품이 많은 것으로 알려져 있다. 데뷔 당초는 성인용 만화를 중심으로 그렸지만, 최근에는 성인 게임 원작의 만화화 작품(전연령 대상)이나 일반용의 오리지널 작품도 그렸다.
화려하고 귀여운 도안과는 대조적으로 프로필에서는 스스로를 '잔혹하고 비열'이라고 소개하고 있다.
2014년(헤이세이 26년) 7월 현재는, 《COMIC 메테오》에서 《무사시노선의 자매》(부정기 연재)와 《사신짱 드롭킥》을, 《만화 홈》에서 《우주 파라오☆파트라짱 》을 연재 중이다.
그 밖에 동인 서클 '복의 렌을 주재하고 있다. 활동 장르는 주로 아케이드 게임이다. 펜네임의 유래는 타이토의 격투 게임 《파이터즈 임팩트》에 등장하는 동명의 캐릭터로부터 왔다.

## 작품

### 화집
- nouvelle vague (코어 매거진)

2006년 8월 초판 ISBN 978-4-86252-024-1

### 만화
오리지널
- 밀크 캐러멜(프랑스 서원, 전 1권) ※ 성인용 만화
- 무사시노선의 자매 ( FlexComix 블러드 2007년 12월 14일 게재분 - → FlexComix 넥스트 2008년 6월 10일 게재분 - → COMIC 메테오, 전 5권, 완전판 전 2권)
- 마리카쨩 을(乙) ( 만화 홈 2010년 2월호 게스트, 4월호 ~ 2014년 4월호, 전 3권) ※ 4컷 만화
- 사신 짱 드롭킥 (COMIC 메테오 2012년 4월 25일 게재분 - 연재중,
- 진정하세요! 란마루씨( 그랜드 점프 2012년 창간 24호 ~ 2013년 7호, 동지 공식 사이트 WEB 연재 2013년 4월 24일 게재 분 - 같은 해 7월 10일 게재 분, 전 1권)
- 우주 파라오☆파트라 짱(만화 홈 2014년 7월호~2017년 5월호, 전 2권) ※ 4컷 만화
- JJ 닥터 withT( 프린세스 GOLD 2015년 9월호)
- 갓쨩즈 ( KADOKAWA · 코믹 쿤 2017년 10월호~2020년 4월호, 전 2권)

만화화 작품
- Gift 〜under the rainbow〜 (원작: MOONSTONE, 카도카와 쇼텐・콤프틱 2006년 2월호~2007년 3월호, 전 2권)
- Clear 언젠가 섰던 그 언덕에서 (원작: MOONSTONE, 카도카와 쇼텐・월간 콤프 에이스
- 타유타마 - Kiss on my Deity- (원작: Lump of Sugar, 카도카와 쇼텐・월간 콤프 에이스 2009년 1월호~7월호, 전 1권)

### 원화·삽화 등
게임 원화
- 제미니 (세키라라, 캐릭터 디자인 기)
- Hyper→Highspeed→Genius (원화, 캐릭터 디자인)

삽화
- 내 뇌 속의 선택지가 학원 러브 코미디를 전력으로 방해하고 있다 (카스카베 타케루 저, 카도카와 스니커 문고, 전 13권)
- 하프달러를 찾아( 미즈키 쇼타로  저, 후지미 미스터리 문고, 기간 3권)
- 블러드 튠 THE NOVELIZATION (이토이 켄이치, 나고미 문고, 기간 1권)
- 미소녀가 너무 많아 살아갈 수 없어 (아시야 로쿠츠키, 전격 문고, 기간 2권)

라벨 일러스트
- 간장 「 사쿠라히메 보관됨 2010-02-04 - 웨이백 머신 」